# Tarachina raphidioides
Tarachina raphidioides es una especie de mantis de la familia Iridopterygidae.

## Distribución geográfica
Se encuentra en Etiopía, Kenia, Somalia, Sudán,  Tanzania y en Uganda.